# Mathieu Maes
Mathieu Maes (* 3. Mai 1944 in Rekem; † 9. Mai 2017 in Boortmeerbeek) war ein belgischer Radrennfahrer und nationaler Meister im Radsport.

## Sportliche Laufbahn
1964 gewann er einen nationalen Titel, als er die Belgische Meisterschaft im Straßenrennen der Unabhängigen vor Jan Nolmans für sich entscheiden konnte. 1964 erhielt er seinen ersten Vertrag als Profi im Radsportteam Solo–Superia. Von 1965 bis 1967 war er als Berufsfahrer aktiv. Er gewann als Profi einige Rennen, vor allem belgische Rundstreckenrennen und Kriterien. Die Tour de France bestritt er 1966, schied aber bereits auf der 2. Etappe aus.